# Madhouse - The Very Best of Anthrax
Madhouse - The Very Best of Anthrax è una raccolta pubblicata nel 1999 dalla band thrash metal statunitense Anthrax.

## Tracce
1. "Madhouse" (Anthrax) – 4:18
2. "A.I.R." (Anthrax) – 5:48
3. "Armed and Dangerous" (Anthrax/Lilker/Turbin) – 5:45
4. "I Am the Law" (Anthrax/Lilker) – 5:56
5. "Indians" (Anthrax) – 5:41
6. "Caught in a Mosh" (Anthrax) – 5:00
7. "I'm the Man" (Belladonna/Bello/Benante/Ian/Moore/Rooney/Spitz) – 3:04
8. "Antisocial" (Bonvoisin/Krief) – 4:27
9. "Belly of the Beast" (Anthrax) – 4:47
10. "Got the Time" (Jackson) – 6:55
11. "Keep It in the Family" (Anthrax) – 7:09
12. "Bring the Noise" (Ridenhour/Shocklee/Sadler/Anthrax) – 3:28